# Břehov
Břehov (en allemand : Schwiehalm) est une commune du district de České Budějovice, dans la région de Bohême-du-Sud, en République tchèque. Sa population s'élevait à 166 habitants en 2023.

## Géographie
Břehov se trouve à 13 km à l'ouest-nord-ouest de České Budějovice et à 118 km au sud de Prague.
La commune est limitée par Sedlec au nord, par Pištín au nord et à l'est, par Čejkovice au sud-est, par Dubné et Žabovřesky au sud, et par Radošovice à l'ouest.

## Histoire
La première mention écrite du village date de 1378.

## Galerie

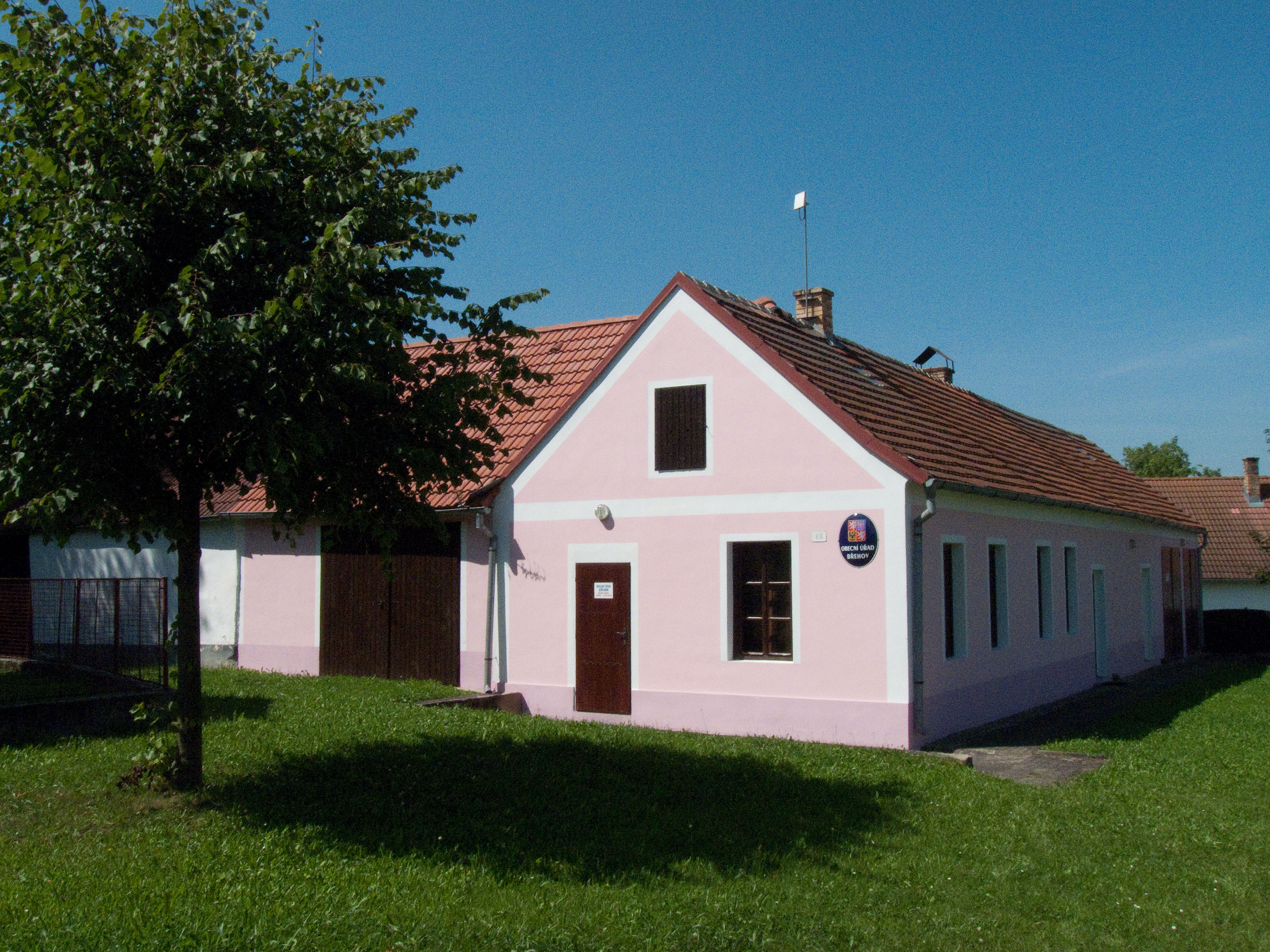
Břehov : la mairie
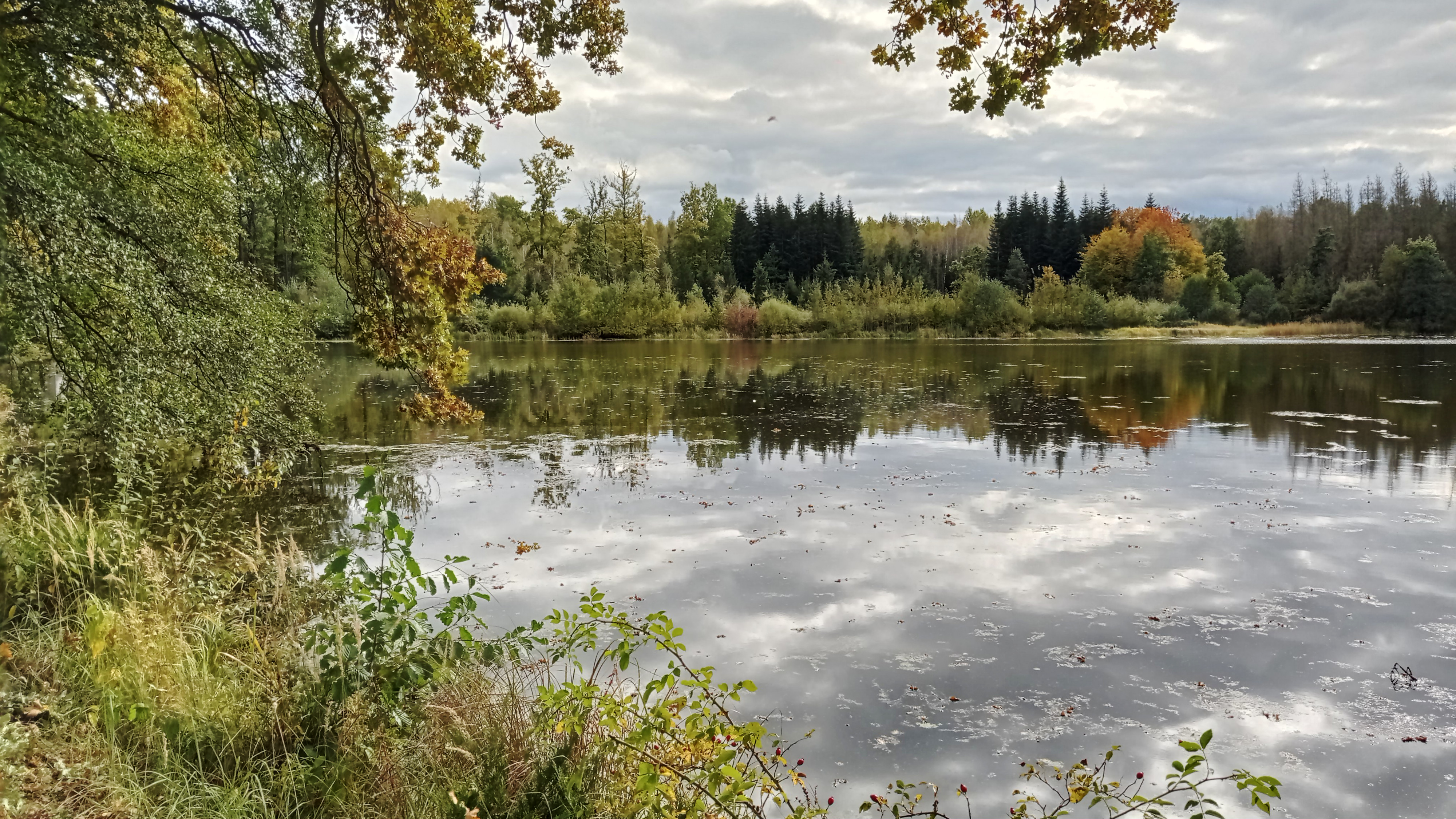
Étang Podmůstek.

## Transports
Par la route, Břehov se trouve à 16 km de České Budějovice et à 149 km de Prague.